# Eureka Stockade

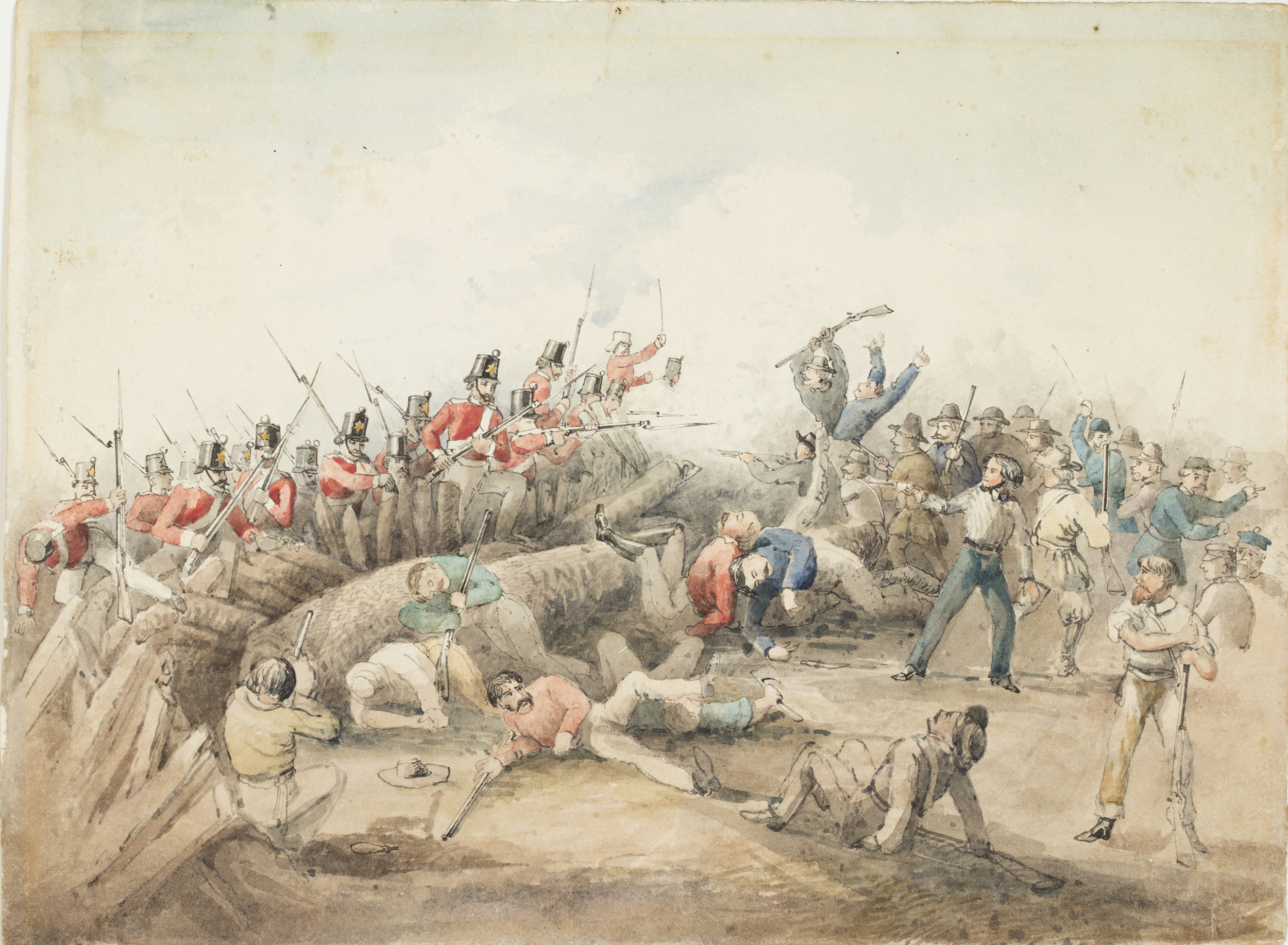
Zeitgenössische Darstellung der Auseinandersetzung (Aquarell)

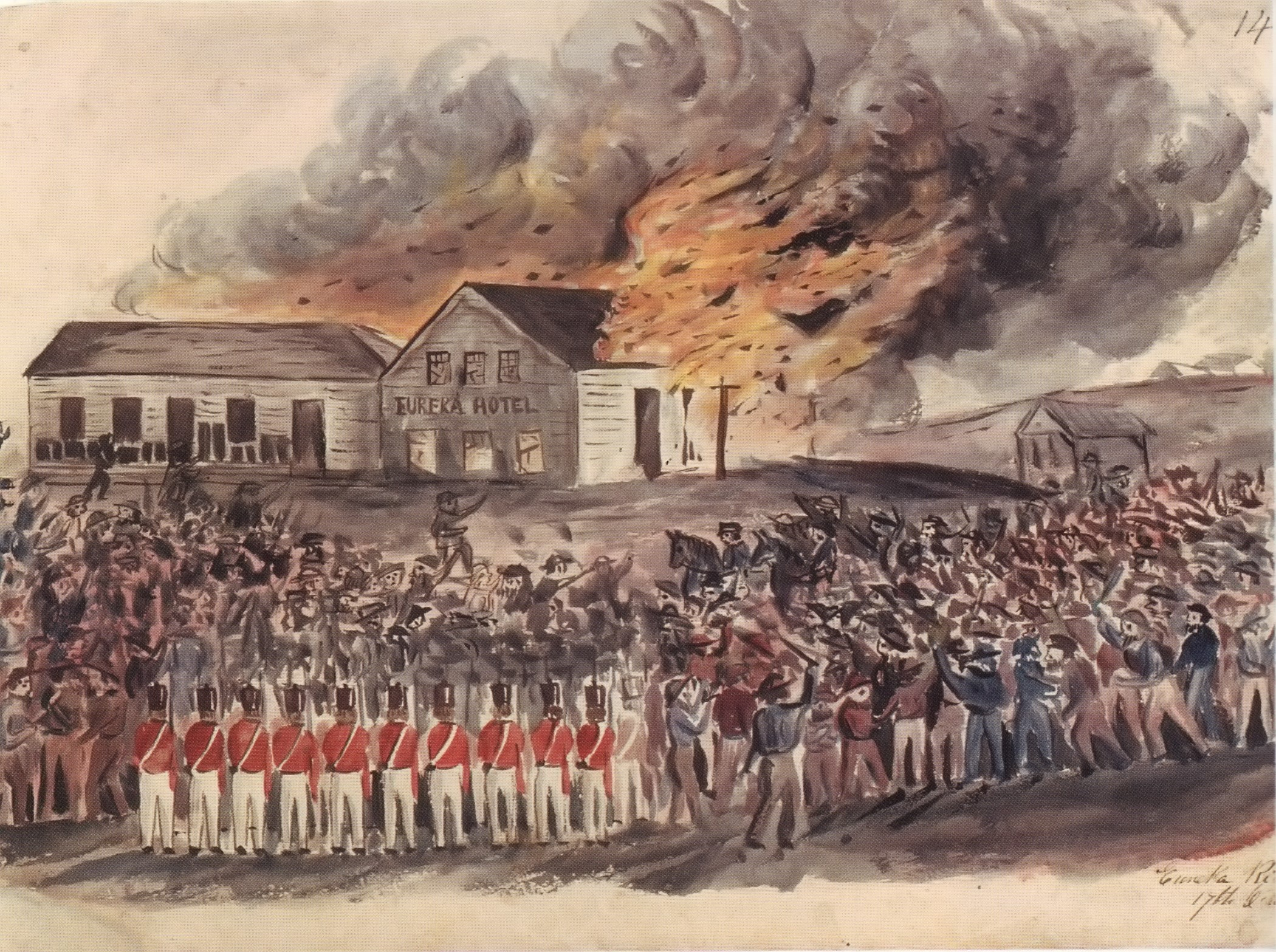
Brand des Eureka Hotels

Eureka-Stockade-Flagge

Als Eureka Stockade (engl.; eureka: Heureka; stockade: Palisade) wird ein bewaffneter Aufstand im Jahr 1854 in Ballarat im heutigen australischen Bundesstaat Victoria bezeichnet. Es gehört zu den folgenreichsten Ereignissen der australischen Geschichte. Der Aufstand an der Eureka Stockade wird von vielen als die Geburtsstunde der Demokratie in Australien bezeichnet.

## Hintergrund
Mitte des 19. Jahrhunderts führte die Entdeckung großer Goldvorkommen in Victoria zu mehreren großen Einwanderungswellen aus dem Ausland. Die Stadt Ballarat entwickelte sich zu einem Zentrum des australischen Goldrauschs. Die Goldsucher litten unter hohen Lizenzgebühren, besaßen kein Wahlrecht und durften sich nicht zur Kandidatur vorstellen, wenn sie keine Ländereien besaßen. Sie waren außerdem der weitgehenden Willkür und Repressalien von Beamten und Polizei ausgesetzt. Petitionen und Beschwerdebriefe in der Hauptstadt Melbourne zeigten keine Wirkung, so dass bei großen Versammlungen von bis zu 10.000 Goldsuchern für mehr Rechte protestiert wurde. Nachdem im November 1854 die Ermordung eines bekannten Goldsuchers ohne rechtliche Konsequenzen geblieben war, wurde als Reaktion das Eureka Hotel abgebrannt. Einige Tage später gründete sich die Ballarat-Liga für Reformen (Ballarat Reform League), auf deren Massenversammlungen erstmals die Eureka-Stockade-Flagge gehisst wurde. Es wurde eine Delegation zu Gouverneur Hotham gesandt, die u. a. eine Freilassung der Gefangenen und ein allgemeines Wahlrecht forderten. Hotham lehnte alle Forderungen ab und entsandte mehrere Truppenkontingente nach Ballarat. Die folgenden staatlichen Repressalien gegen Goldsucher im Dezember 1854 brachten die aufgeheizte Lage zur Eskalation.

## Aufstand

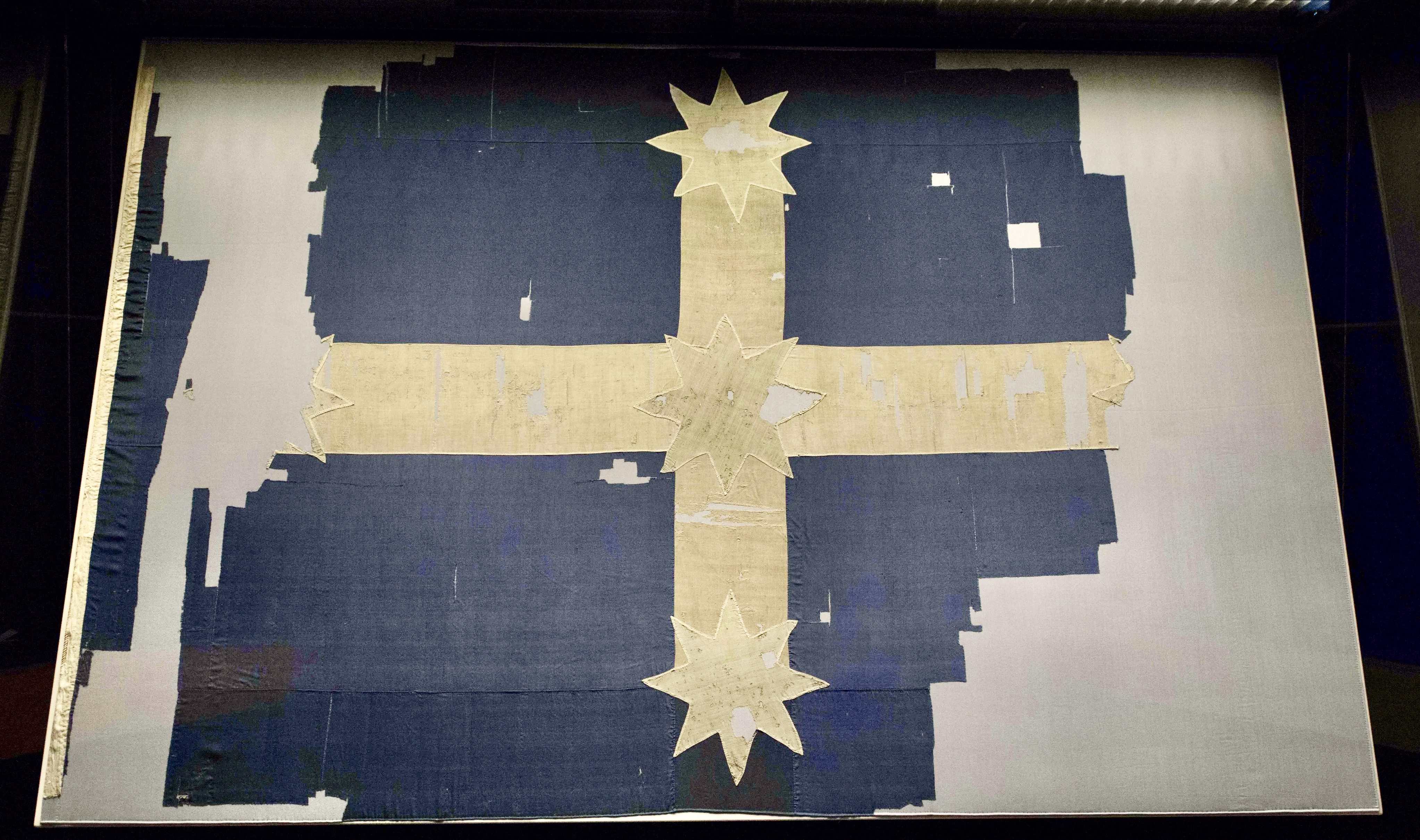
Die Originalflagge von der Eureka Stockade, ausgestellt Eureka Centre Ballarat (Melbourne).

Der Aufstand der Eureka Stockade begann am 1. Dezember 1854 mit dem Bau von Barrikaden an einer Hauptstraße nach Melbourne. Der irische Einwanderer Peter Lalor führte die Rebellion an. Doch auch er konnte nicht verhindern, dass schon nach wenigen Tagen die meisten Aufständischen die Verteidigungsstellungen verließen. Am frühen Morgen des 3. Dezembers wurden die ca. 120–200 Aufständischen vom Angriff des 12. und 40. Regiments der Britischen Armee sowie Polizeitruppen (insgesamt 276 Mann) überrascht. Nach einem kurzen Gefecht mussten die Goldsucher aufgeben. Es wurden 22 Aufständische getötet und zwölf verwundet, die Angreifer zählten sechs Tote. Der verletzte Peter Lalor konnte fliehen und wurde einige Tage später festgenommen.

## Folgen
Am 23. Dezember 1854 begann der Prozess gegen dreizehn Rädelsführer am Obersten Gerichtshof von Victoria in Melbourne. Die Anklage lautete auf Hochverrat. Dieser Vorwurf konnte aber mangels Beweisen entkräftet werden. Der Freispruch wurde von der Bevölkerung euphorisch aufgenommen. Angesichts der positiven Reaktionen und offensichtlichen Sympathien für die Aufständischen im Volk wurde eine erneute Anklage fallen gelassen und Gouverneur Hotham zum Einlenken bewegt. Es wurde ein allgemeines Wahlrecht eingeführt, die Lizenzgebühren wurden durch ein Steuer- und Gebührensystem ersetzt und die Goldsucher erhielten eine relative juristische Autonomie und ein Mitspracherecht in der Legislativkammer des Parlaments. Peter Lalor wurde der erste gewählte Vertreter. Im Dezember 1855, also ein Jahr nach dem Eureka Stockade-Aufstand, waren schließlich alle Forderungen der Goldsucher umgesetzt worden.